# Reinder Hendriks
Reinder Hendriks (Zutphen, 26 april 1973) was een Nederlands profvoetballer die ooit in de UEFA Champions League speelde voor Willem II.

## Carrière
Hendriks begon te voetballen bij amateurclub SV Zutphen, na een fusie heet die club inmiddels FC Zutphen. Hij werd opgemerkt door De Graafschap en kwam in de jeugdopleiding terecht.
Zijn eerste professionele wedstrijd speelde hij in het seizoen 1990/91. Hij speelde 132 competitieduels in 8 seizoenen en scoorde als libero 4 keer. Hij is ook nog aanvoerder geweest. Daarna is hij transervrij verkocht aan Willem II en speelde daar in de Champions League. Reinder speelde 8 wedstrijden mee in de competitie in 2 seizoenen. Coach Co Adriaanse stelde de langharige Hendriks niet op.
Voor seizoen 99/00 werd Hendriks verhuurd aan Cambuur Leeuwarden maar ook daar speelde de libero 7 competitiewedstrijden. Daarna keerde hij weer terug in Tilburg en werd verhuurd dit keer aan FC Eindhoven.
In 2002 gaat hij terug naar de amateurs. Hij speelde in Babberich en Ermelo.
Inmiddels woont hij in Amersfoort en heeft hij de trainerscursus trainer/coach III en II gevolgd en afgerond. Hendriks heeft zijn carrière in 2009 goed mogen afsluiten bij VVZ '49 te Soest. Met Hendriks aan het roer wisten zij naar de eerste klasse te promoveren. Hij is nu werkzaam als fitnessinstructeur en traint bij CJVV Amersfoort het selectieteam waar zijn zoontje in speelt. Ook is Hendriks actief als zaalvoetballer bij ZVV Adelaars in Naarden.